# Solana Pereyra
Solana Gabriela Pereyra (San Miguel de Tucumán, Tucumán, Argentina; 5 de abril de 1999) es una futbolista argentina. Juega como arquera en San Lorenzo de la Primera División de Argentina.
Es internacional con la selección femenina de fútbol de Argentina.

## Trayectoria
Solana dio sus primeros pasos en el club San Martín de Tucumán.
Llegó a Buenos Aires a los 16 años para probarse en River Plate. A pesar de quedar, decidió buscar otro club, y fue entonces que se incorporó a UAI Urquiza.
En 2019 jugando para el club UAI Urquiza se consagró campeona del torneo femenino de Primera División de 2018-19, tras vencer a River Plate 4-0 en la última fecha.
En enero de 2023, se hizo oficial su llegada a San Lorenzo.

## Selección nacional
Solana Pereyra formó parte de la Selección sub-20 de Argentina que se desempeñó en el Campeonato Sudamericano Femenino de Fútbol Sub-20 de 2018.
El 23 de mayo de 2019, hizo su debut absoluto con la Selección Argentina en un partido amistoso contra Uruguayy fue convocada a participar de la Copa Mundial Femenina de la FIFA Francia 2019.

### Estadísticas
Datos actualizados al último partido jugado el 1 de agosto de 2025.
| Selección | Año   | Amistoso | Amistoso | Copa América | Copa América | Mundial | Mundial | Juegos Panamericanos | Juegos Panamericanos | Total | Total |
| Selección | Año   | PJ       | G        | PJ           | G            | PJ      | G       | PJ                   | G                    | PJ    | G     |
| --------- | ----- | -------- | -------- | ------------ | ------------ | ------- | ------- | -------------------- | -------------------- | ----- | ----- |
| Argentina |       |          |          |              |              |         |         |                      |                      |       |       |
| 2019      | 5     | 0        | 0        | 0            | 0            | 0       | 1       | 0                    | 6                    | 0     |       |
| 2021      | 3     | 0        | 0        | 0            | 0            | 0       | 0       | 0                    | 3                    | 0     |       |
| 2022      | 1     | 0        | 0        | 0            | 0            | 0       | 0       | 0                    | 1                    | 0     |       |
| 2024      | 4     | 0        | 0        | 0            | 0            | 0       | 0       | 0                    | 4                    | 0     |       |
| 2025      | 5     | 0        | 5        | 0            | 0            | 0       | 0       | 0                    | 10                   | 0     |       |
| Total     | Total | 18       | 0        | 5            | 0            | 0       | 0       | 1                    | 0                    | 24    | 0     |

## Palmarés

### Campeonatos nacionales
| Título             | Club        | País      | Año     |
| ------------------ | ----------- | --------- | ------- |
| Primera División A | UAI Urquiza | Argentina | 2018-19 |
| Copa Federal       | UAI Urquiza | Argentina | 2021    |
| Primera División A | San Lorenzo | Argentina | Cl 2024 |